# Australiphthiria
Australiphthiria is een vliegengeslacht uit de familie van de wolzwevers (Bombyliidae). De wetenschappelijke naam van het geslacht werd voor het eerst geldig gepubliceerd in 1986 door Evenhuis.

## Soorten
Het genus bevat de volgende soorten:

- Australiphthiria albocapitis (Roberts, 1929)
- Australiphthiria hilaris (Walker, 1852)
- Australiphthiria pallipes (Bigot, 1892)